# كارل كريستيان جملين
كارل كريستيان جملين (بالألمانية: Karl Christian Gmelin) (و. 1762 – 1837 م) هو عالم نبات، وعالم حيواني من ألمانيا .
وكان عضو في الأكاديمية الألمانية للعلوم ليوبولدينا .
توفي في كارلسروه ، عن عمر يناهز 75 عاماً.